# 自然氣候變化
《自然氣候變化》（Nature Climate Change）是一份2011年起發行的學術期刊。該期刊每月出版一次，內容涵蓋全球暖化及其影響。目前，期刊的主編是Rory Howlett。據2021年的期刊引證報告指，《自然氣候變化》的影響因子為28.862，在210份關於「環境科學」的期刊中排名首位。

## 資料來源
1. ↑  . . Web of Science Science. Thomson Reuters. 2015.

## 外部連結
- 官方网站